# Büttgen
Büttgen is sinds 1 januari 1975 een deelgemeente van de stad Kaarst in de Duitse deelstaat Nordrhein-Westfalen. Voordat Büttgen samenging met de gemeente Kaarst bestond het uit zijn dorpskern Büttgen en de gehuchten Vorst, Holzbüttgen en Driesch. De dorpskern Büttgen telt 6394 inwoners (30 juni 2013).
Büttgen heeft een cirkelvormige dorpskern die van west naar oost doormidden is gesneden door de spoorlijn S8 (S-Bahn Rhein-Ruhr). In de nabijgelegen stad Neuss bevindt zich de dichtstbijgelegen oprit tot een autostrade (A 57). Deze vlotte toegangswegen maakten Büttgen tot een nabij woonoord van steden als Düsseldorf en Mönchengladbach. De dorpskern bestaat hoofdzakelijk uit losstaande gezinswoningen.

## Geschiedenis
Het gebied rond Büttgen zou reeds in de vroege steentijd bewoond zijn geweest. Zo getuigt de vondst van een uit nefriet vervaardigde hamer. Ook getuigen vondsten van de aanwezigheid van Germaanse stammen in de eerste eeuw voor Christus in de omgeving van Büttgen.
De naam Büttgen is voor het eerst in een biografie te vinden waarin beschreven werd dat Ludger, de eerste bisschop van Münster in Budica was. Het manuscript Vita Sankti Ludgeri dateert van 793.

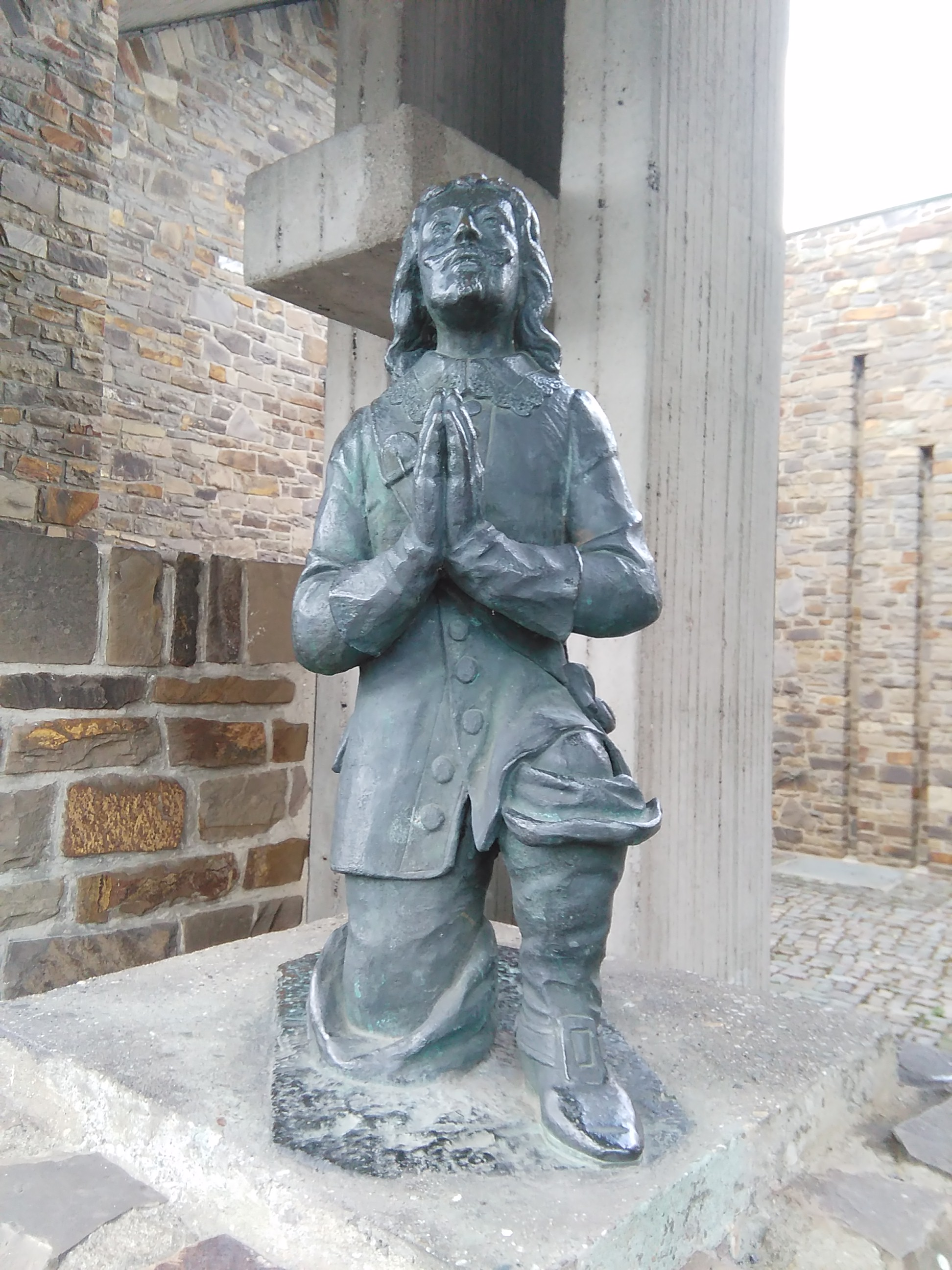
Jan Von Werth

In 1027 noemt men de plaats Budecho, in 1220 Buydka.
In de 9e eeuw zou er reeds een kerk gestaan hebben in het dorp. In de 12e eeuw werd de Sint-Aldegundiskerk gebouwd, rond 1300 werd deze kerk tot hoofdkerk (Pfarrkirche) verheven.
In 1415 werd de St. SebastianusSchützenbruderschaft Büttgen officieel gesticht, mogelijks bestond deze vereniging reeds langer. Op een kaart uit 1563 van de cartograaf Christian Sgrooten staat het dorp als Boetge vermeld.
In 1591 werd in Büttgen Jan Von Werth geboren die in de Dertigjarige Oorlog als generaal grote bekendheid verwierf. Van deze beroemde inwoner staat nabij de kerk op heden een standbeeld.
Tot aan de Franse bezetting in 1794 viel Büttgen onder het Keur-Keulse Amt Hülchrath. Onder de Franse bezetting werd Büttgen ondergebracht in het département de la Roër en in 1815 was het onderdeel van het koninkrijk Pruisen.
Op 1 augustus 1868 opende het treinstation Bütggen op de lijn Düsseldorf-Mönchengladbach. In 1873 kreeg Büttgen zijn postkantoor.

## Economie
Volgens cijfers van 2015 telt Büttgen 150 ondernemingen. De grootste werkgever is het Amerikaanse machinebedrijf Parker-Hannifin, het stelt ongeveer 540 mensen te werk. De oudste onderneming van Kaarst bevindt zich in Büttgen, het in 1827 gestichte Küppers Büttgen Baustoffe und Landwarenhandel verhandelt bouwmaterialen.

## Geboren in Büttgen
- Berti Vogts (1946), voetballer en trainer